# Sundstjärnarna, Jämtland
Sundstjärnarna är en sjö i Östersunds kommun i Jämtland och ingår i Ljungans huvudavrinningsområde.